# Rhodopygia
Rhodopygia is een geslacht van libellen (Odonata) uit de familie van de korenbouten (Libellulidae).

## Soorten
Rhodopygia omvat 5 soorten:
- Rhodopygia cardinalis (Erichson, 1848)
- Rhodopygia geijskesi Belle, 1964
- Rhodopygia hinei Calvert, 1907
- Rhodopygia hollandi Calvert, 1907
- Rhodopygia pruinosa Buchholz, 1953